# Basilika Notre-Dame-de-Lourdes (Nancy)

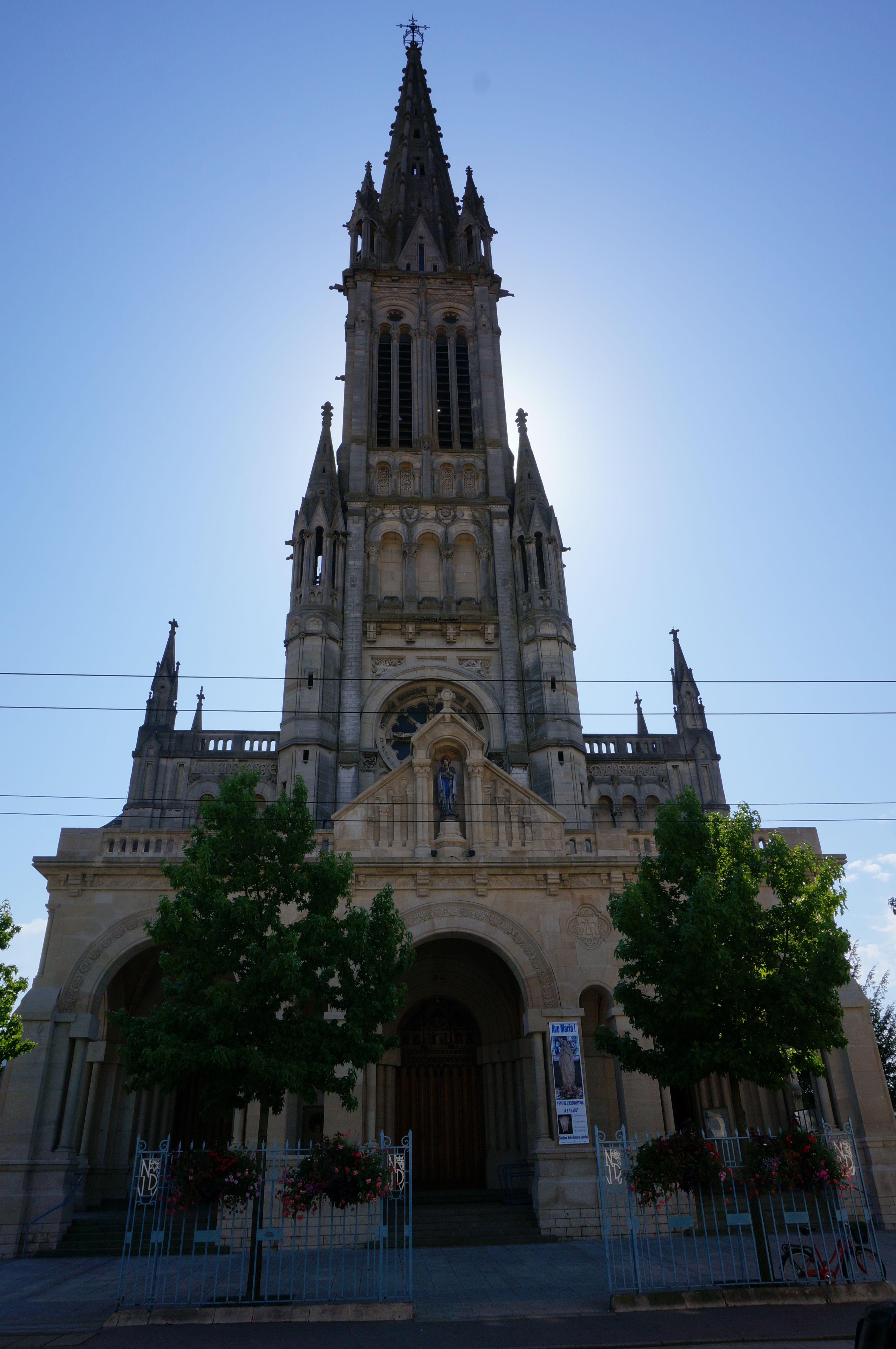
Basilika Notre-Dame-de-Lourdes

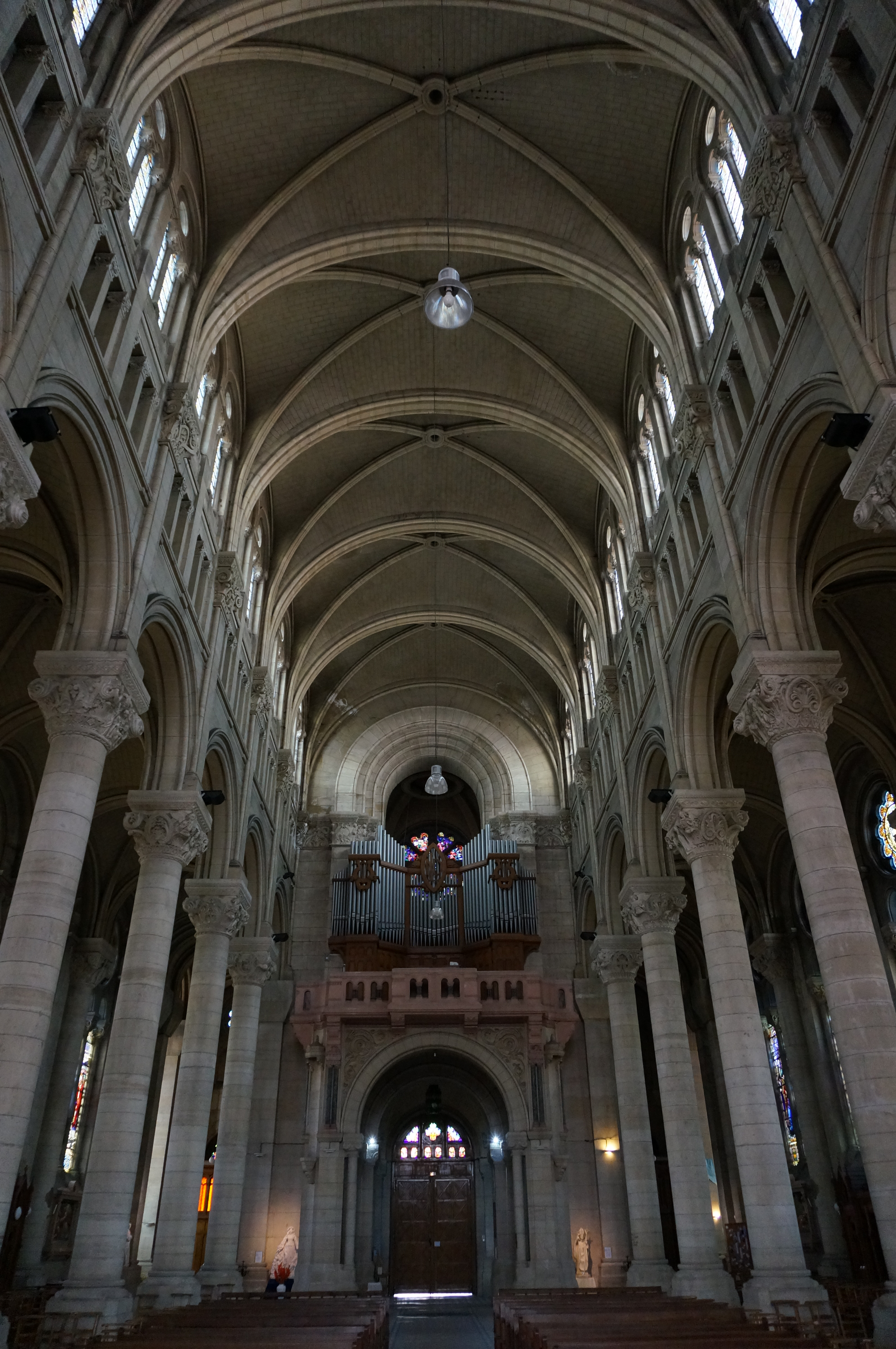
Langhaus mit Orgel

Die Basilika Notre-Dame-de-Lourdes de Nancy ist eine römisch-katholische Kirche in Nancy in der französischen Region Grand Est. Die Kirche des Bistums Nancy-Toul mit dem Patrozinium Unserer Lieben Frau von Lourdes trägt den Titel einer Basilica minor. Die Kirche des Historismus mit neuromanischen und neugotischen Elementen wurde Anfang des 20. Jahrhunderts im Südwesten der Stadt errichtet.

## Geschichte
Der Bau der Basilika wurde am 30. Juli 1908 von Charles-François Turinaz, Bischof von Nancy, als Sitz der 14. Pfarrei von Nancy beschlossen. Sie befindet sich an der Stelle der ehemaligen Kapelle der Brüder von St. Charles. Die Pläne wurden vom Architekten Jules Criqui mit Hilfe des Abtes Léon Loevenbruck entworfen.
Der Grundstein wurde am 25. Oktober 1908 gelegt und von Bischof Charles-François Turinaz gesegnet, der am Sonntag, dem 13. Dezember 1908, auch die ersten drei Glocken dieser Kirche segnete. Das Fundament wurde Ende des Winters 1909 fertiggestellt. Am 2. Juli 1912, am Fest Mariä Heimsuchung, fand die feierliche Kirchweihe des ersten Teils der Kirche unter dem Vorsitz von Bischof Turinaz statt.
Die Arbeiten wurden zwischen 1914 und 1918 aufgrund des Ersten Weltkriegs erheblich verlangsamt. Am 16. März 1924 war das Kirchenschiff vollendet. Die Kirche wurde am 2. Juli 1924 feierlich von Hippolyte-Marie de La Celle, Bischof von Nancy, geweiht. Die Kirche wurde am 26. Juni 1925 von Papst Pius XI. in den Rang einer Basilica minor erhoben.
Das Portal wurde am 1. Oktober 1925 fertiggestellt. Der Turm wurde am 22. September 1929 eingeweiht. Die Arbeiten endeten erst später: die Turmspitze 1931 und der Narthex im Jahr 1933.

## Architektur

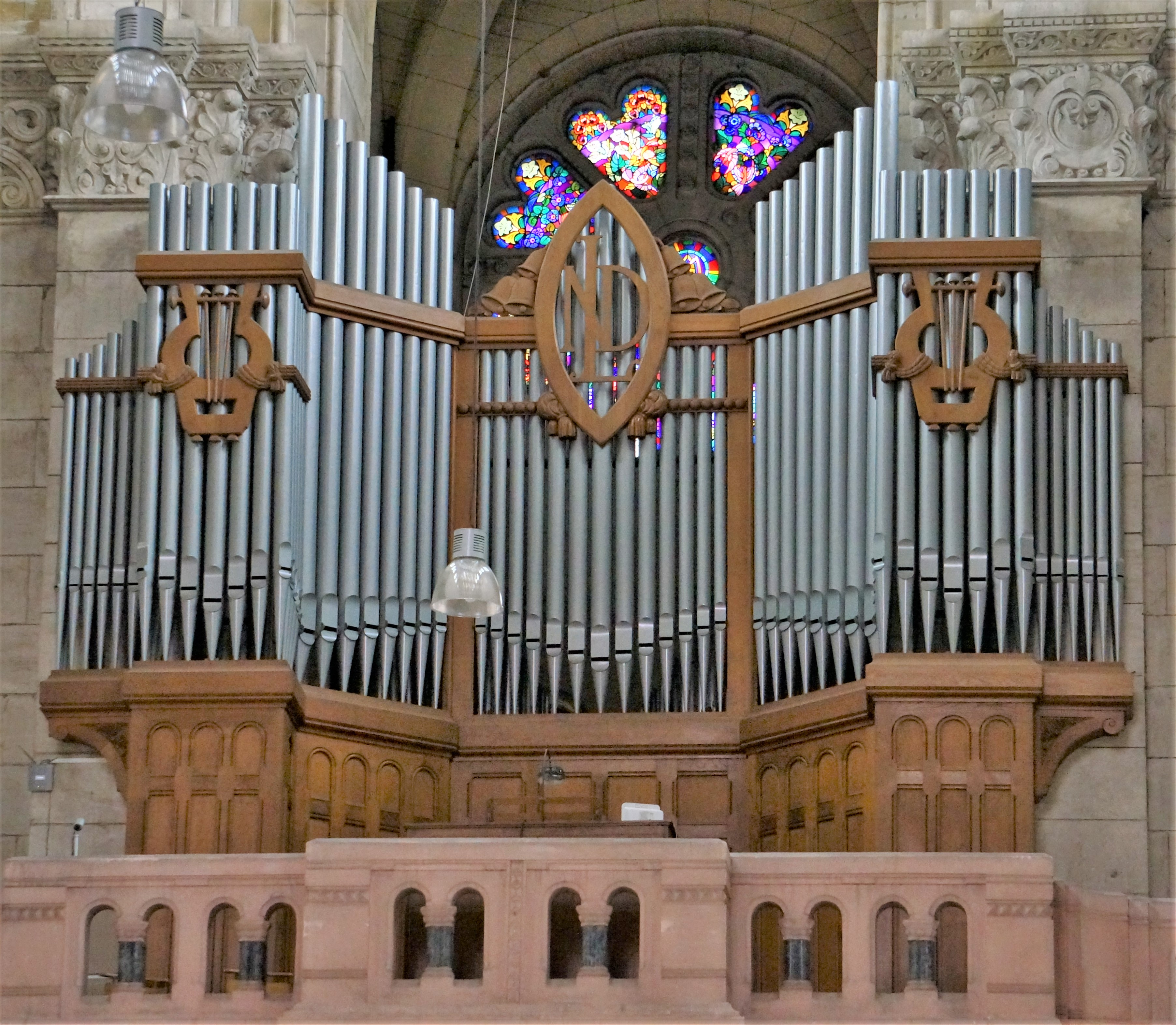
Orgel

Die von Julius Criqui gebaute Kirche folgt dem Prinzip „eine romanische Kirche im gotischen Stil“, um die jeweiligen Wünsche von Bischof Turinaz und Abbé Léon Loevenbruck in Einklang zu bringen. Unverkennbar ist das Vorbild der Basilika von Lourdes.
Der Grundriss der dreischiffigen Basilika auf einem lateinischen Kreuz besitzt eine halbkreisförmige Apsis. Die Kirche ist mit fünf Kapellen ausgestattet. Das Gebäude ist 76 Meter lang, der Innenraum 62 Meter. Das Langhaus ist 21 Meter breit, 11 Meter davon für das Mittelschiff. Seine Gewölbehöhe beträgt 22,5 Meter. Viele Kapitelle sind geschnitzt und die Portale des Querschiffs sind mit Wandmalereien verziert.
Der Glockenturm ist 84,2 Meter hoch. Im Turm hängen acht Glocken. Die drei kleinsten Glocken wurden 1908 gegossen, die anderen 1931, jeweils von dem Glockengießer Jules Robert (Nancy).
- Jeanne d’Arc, 4.200 kg, Schlagton a0
- Thérèse de l'enfant Jésus, 3200 kg, Schlagton h0
- Gertrude, 2200 kg, Schlagton cis1
- Marguerite-Marie, 1900 kg, Schlagton d1
- Élisabeth, 1400 kg, Schlagton e1
- Marie, 515 kg, Schlagton a1
- Charlotte, 378 kg, Schlagton h1
- Bernadette, 276 kg, Schlagton cis2